# 西溪 (九龍江支流)

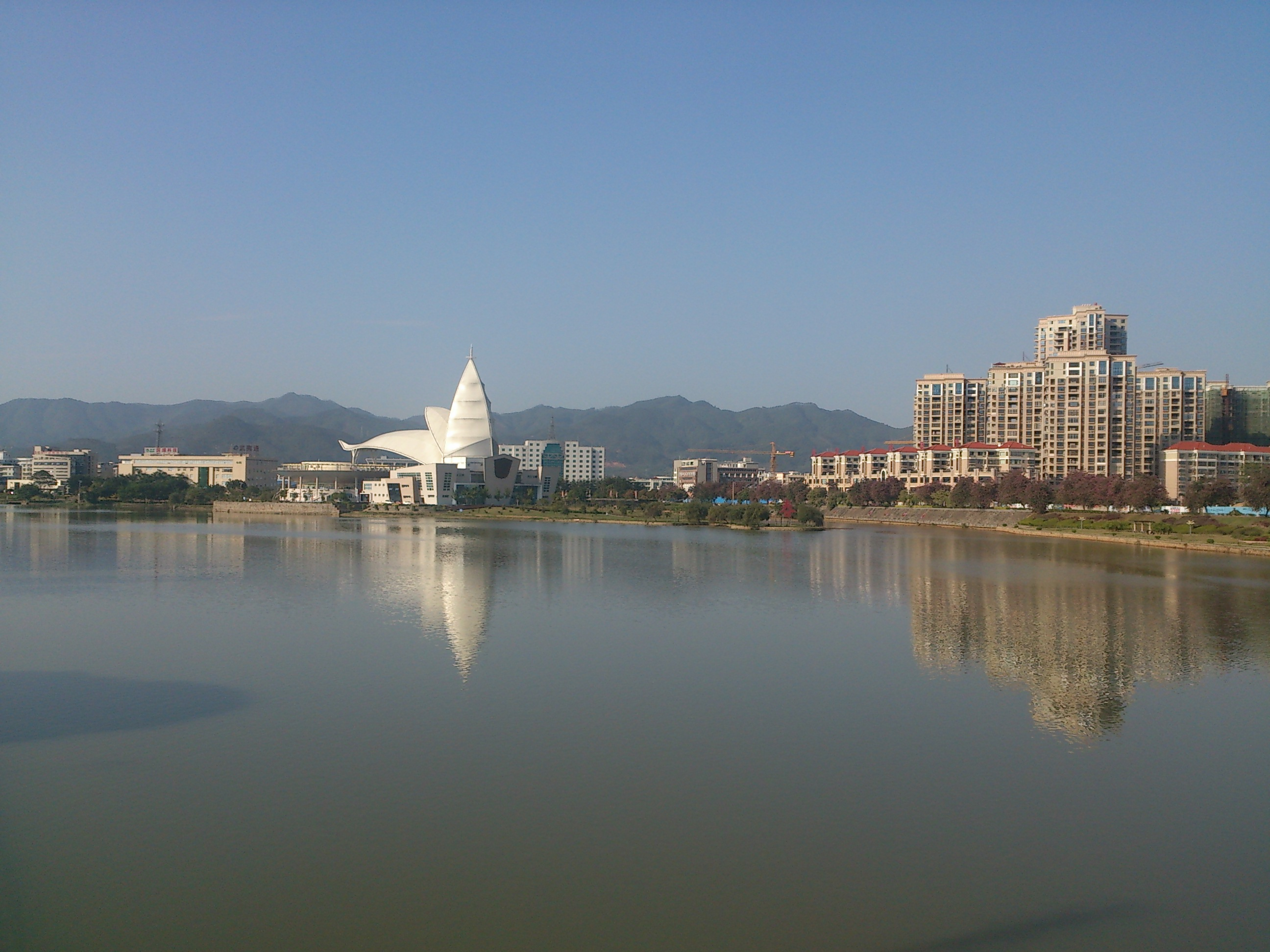
南靖县城河段。

西溪，位于中华人民共和国福建省南部的一条河流，是九龙江下游右岸支流。上游称船场溪，发源于南靖县西南部南坑镇高港村西南的内舰山北麓，蜿蜒向西北流经书洋镇、梅林镇，过双溪一级水电站转东北流，注入南一水库，干流出库后东北流至合溪口水电站后转东南流，经船场镇、南坑镇、南靖县城山城镇，于县城东南岩前村以东的双溪口右纳花山溪后转东北流，至漳州市芗城区天宝镇再转东南流，经漳州市区南部，于龙海市榜山镇福河村汇入九龙江三角洲。河长172千米，流域面积3940平方千米。流域内多暴雨、台风，雨季常常泛滥成灾，是福建水患严重的河流之一。